# Лајонвил (Пенсилванија)
Лајонвил (енгл. Lionville) насељено је место без административног статуса у америчкој савезној држави Пенсилванија.

## Демографија
По попису из 2010. године број становника је 6.189, што је 109 (-1,7%) становника мање него 2000. године.
| Група             | 2000.         | 2010.         |
| Белци             | 5.752 (91,3%) | 5.260 (85,0%) |
| Афроамериканци    | 161 (2,6%)    | 247 (4,0%)    |
| Азијати           | 234 (3,7%)    | 402 (6,5%)    |
| Хиспаноамериканци | 76 (1,2%)     | 181 (2,9%)    |
| Укупно            | 6.298         | 6.189         |